# Agrilus eyai
Agrilus eyai é uma espécie de inseto do género Agrilus, família Buprestidae, ordem Coleoptera.
Foi descrita cientificamente por Westcott & Noguera, 1995.